# Dalbyover
Dalbyover er en by i Østjylland med 242 indbyggere  (2024), beliggende 4 km syd for Havndal, 14 km sydøst for Hadsund og 22 km nordøst for Randers. Byen hører til Randers Kommune og ligger i Region Midtjylland.
Dalbyover hører til Dalbyover Sogn. Dalbyover Kirke ligger i byens vestlige ende, som er den gamle landsby. I kirkens våbenhus står Dalbyover-stenen, en runesten som blev fundet i kirkegårdsdiget i 1882.

## Faciliteter
Byen har Dalbyover Kro.

## Historie
Stavemåden var Dalbyövre på målebordsbladet fra 1800-tallet og Dalbyovre på det fra 1900-tallet.

### Jernbanen
Dalbyover fik station på Randers-Hadsund Jernbane (1883-1969). Stationen blev anlagt på bar mark ½ km sydøst for landsbyen. Stationen var krydsningsstation med to perronspor og et læssespor, hvorfra der gik et kort stikspor.
I 1901 beskrives Dalbyover således: "Dalbyover med Kirke og Lægebolig; Dalbyover Stationsby med Købmandshdl., Gæstgiveri, Jærnbane-, Telegraf- og Telefonst.;" Stationsbyen har også haft et mejeri, men det er revet ned. Landsbyen og stationsbyen voksede senere sammen langs Kronborgvej, hvor der blev bygget byhuse på begge sider.
Stationsbygningen er bevaret på Gl. Stationsvej 6. 1 km af banens tracé er bevaret som markvej fra Elmelundsvej forbi vandværket, over Møgelvangsvej og langs Bavnehøjvej. 75 m syd for Møgelvangsvej blev Dalbyneder trinbræt oprettet i 1930, men i 1964-65 blev det flyttet hen til vejen.